# Ornipholidotos
Ornipholidotos is een geslacht van vlinders van de familie Lycaenidae.

## Soorten
- O. aurivilliusi Stempffer, 1967
- O. bakotae Stempffer, 1962
- O. bitjeensis Stempffer, 1957
- O. camerunensis Stempffer, 1964
- O. congoensis Stempffer, 1964
- O. emarginata (Hawker-Smith, 1933)
- O. etoumbi Stempffer, 1967
- O. gabonensis Stempffer, 1947
- O. issia Stempffer, 1969
- O. jacksoni Stempffer, 1961
- O. katangae Stempffer, 1947
- O. kelle Stempffer, 1967
- O. kirbyi (Aurivillius, 1895)
- O. larseni Stempffer, 1969
- O. latimargo (Hawker-Smith, 1933)
- O. likouala Stempffer, 1969
- O. muhata (Dewitz, 1886)
- O. nigeriae Stempffer, 1964
- O. ntebi (Bethune-Baker, 1906)
- O. onitshae Stempffer, 1962
- O. overlaeti Stempffer, 1947
- O. paradoxa (Druce, 1910)
- O. perfragilis (Holland, 1890)
- O. peucetia (Hewitson, 1866)
- O. sylpha (Kirby, 1890)
- O. teroensis Stempffer, 1957
- O. tiassale Stempffer, 1969
- O. tirza (Hewitson, 1873)
- O. ugandae Stempffer, 1947